# غازي يشاركل
محمود غازي يشاركل (بالتركية: Mahmut Gazi Yaşargil) (6 يوليو 1925 - 11 يونيو 2025) هو عالمٌ وجراحُ أعصابٍ تركي. كان قد تعاون مع الدكتور ريموند دوناغي في جامعة فيرمونت لتطوير الجراحة العصبية المجهرية. عالج يشاركل الصرع وأورامٍ دماغيَّة بأدوات من تصميمه الخاص. تدرج في المناصب منذ عام 1953 وحتى تقاعده عام 1993، حيث كان طبيبًا مقيمًا، ثم رئيسًا للأطباء المقيمين، ثم أستاذًا ورئيسًا لقسم جراحة الأعصاب بجامعة زيورخ ومستشفى جامعة زيورخ. كُرِّم عام 1999 بلقب «رجل القرن في جراحة الأعصاب 1950-1999» في الاجتماع السنوي لملتقى جراحي الأعصاب [الإنجليزية]. وكان عضوًا مؤسسًا في الأكاديمية الأوراسية.

## التعليم والمهنة
وُلِد محمود غازي يشاركل في ليجا بتركيا بتاريخ 6 يوليو 1925. بعد التحاقه بمدرسة أنقرة أتاتورك الثانوية [الإنجليزية] وجامعة أنقرة بين عامي 1931 و1943، سافر إلى ألمانيا لدراسة الطب في جامعة فريدريك شيلر في يينا بألمانيا. غيّرت عبقريته في تطوير تقنيات الجراحة المجهرية لاستخدامها في جراحة الأعصاب الدماغية نتائج المرضى الذين يعانون من حالاتٍ كانت غير قابلة للعلاج سابقًا. أصبح يشاركل في عام 1969 أستاذًا مشاركًا، وفي عام 1973 أستاذًا ورئيسًا لقسم جراحة الأعصاب بجامعة زيورخ خلفًا لمعلمه البروفيسور كراينبول. على مدى العشرين عامًا التالية، أجرى أعمالًا مختبرية وتطبيقات سريرية للتقنيات المجهريَّة، حيث أجرى 7500 عملية جراحية داخل الجمجمة في زيورخ حتى تقاعده عام 1993. قَبِل يشاركل في عام 1994 منصب أستاذ جراحة الأعصاب في كلية الطب بجامعة أركنسو للعلوم الطبية في ليتل روك، حيث كان نشطًا في ممارسة جراحة الأعصاب المجهريَّة والبحث والتدريس.
يُعتبر يشاركل، إلى جانب هارفي كوشينغ، واحدًا من أعظم جراحي الأعصاب في القرن العشرين. درب حوالي 3000 زميل من جميع القارات يمثلون جميع التخصصات الجراحية في مختبر تشريح جراحة الأعصاب المجهريَّة في زيورخ. كما شارك في مئات المؤتمرات والندوات والدورات التدريبية الوطنية والدولية لجراحة الأعصاب ضيفًا مدعوًا.
كان متزوجًا من ديان بادر جيبسون يشاركل، التي كانت الممرضة المسؤولة عن جناح العمليات بجانبه منذ عام 1973.[بحاجة لمصدر] توفي في 11 يونيو 2025، عن عمر ناهز 99 عامًا.

## المنشورات
نشر يشاركل تجاربه الجراحية في 330 بحثًا و13 دراسة. ويُعد كتاب «Microneurosurgery» (1984-1996، دار نشر جورج ثيم فيرلاغ شتوتغارت ونيويورك)، المؤلف من ستة مجلدات، مراجعة شاملة لتجاربه الواسعة، ومساهمة بارزة في أدبيات جراحة الأعصاب.

## العضوية
- رئيس جمعية جراحة الأعصاب في سويسرا (1973-1975)

## الجوائز
- جائزة مارسيل بينواست (1975)
- وسام الدولة للخدمة المتميزة [الإنجليزية] (2000)[16]

## روابط خارجية
- غازي يشاركل في قاعدة بيانات الأفلام على الإنترنت